# Al Sobrante
 Der er for få eller ingen kildehenvisninger i denne artikel, hvilket er et problem. Du kan hjælpe ved at angive troværdige kilder til de påstande, som fremføres i artiklen.

Al Sobrante (født John Kiffmeyer 11. juli 1969) er en amerikansk musiker, der var den første trommeslager for punk rock-bandet Green Day.
Als navn refererer til byen El Sobrante, Californien, som er beliggende nord for Berkeley.
Al stoppede efter Green Days første turné, hvor hans plads blev overtaget af den tysk-amerikanske trommeslager Tré Cool.

## Diskografi

### Med Isocracy
- El Sob Demo (1987)
- Bedtime For Isocracy (1988)

### Med Green Day

#### Studiealbums
- 39/Smooth (1990)

#### Andre udgivelse
- 1,000 Hours (EP, 1989)
- Slappy (EP, 1990)
- Sweet Children (EP, 1990)
- 1,039/Smoothed Out Slappy Hours (1991)

### Med The Ne'er Do Wells
- Hello, It Is I, Thee Intolerable Bastard, Child Genius (1993)

### Andre optrædener
- Turn It Around! (1987 compilation album) ("Confederate Flags")
- The Big One (1991 compilation album) ("I Want To Be Alone")

### Diskografi som producer
- Green Day - Kerplunk (1991) as Executive Producer
- Screeching Weasel - My Brain Hurts (1991)
- The Trouble Makers - The Great Lost Trouble Makers Album (1998)[1]